# Achiroides leucorhynchos
Espèce
Achiroides leucorhynchos est une espèce de poissons plats d'eau douce de la famille des Soleidae, originaire d'Asie du sud-est.